# SpaceShipOne
SpaceShipOne je  eksperimentalno vesoljsko plovilo (preseglo je t.i. Kármánovo črto, ki pomeni višino približno 100 km nad Zemljo) oz. raketoplan v lasti zasebnega podjetja Scaled Composites.

## Način delovanja
SpaceShipOne se izstreli iz zraka in za pogon uporablja hibridni raketni motor. 
SpaceShipOne je poletel s tal pritrjen na letalo White Knight. Od njega se je odlepil med poletom, se dvignil na določeno višino in se sam vrnil na tla.
21. junija 2004 je SpaceShipOne prvič poletel in po drugem poletu 4. oktobra 2004 osvojil 10 milijonov dolarjev vredno nagrado Ansari X. Šlo je za dva poleta na višino 100 km v razmiku do dveh tednov. Na krovu so morale biti tri osebe ali ekvivalentna masa, med poletoma pa ni smelo biti zamenjanih več kot deset odstotkov mase plovila, z izjemo goriva.

## Poleti SpaceShipOne
| Polet | Datum              | Največja hitrost* (Machovo število) | Višina   | Trajanje    | Pilot         |
| ----- | ------------------ | ----------------------------------- | -------- | ----------- | ------------- |
| 01C   | 20. maj 2003       |                                     |          | 1 h 48 min  | brez posadke  |
| 02C   | 29. julij 2003     |                                     |          | 2 h 06 min  | Mike Melvill  |
| 03G   | 7. avgust 2003     |                                     |          | 0 h 19 min  | Mike Melvill  |
| 04GC  | 27. avgust 2003    |                                     |          | 1 h 06 min  | Mike Melvill  |
| 05G   | 27. avgust 2003    |                                     |          | 10 min 30 s | Mike Melvill  |
| 06G   | 23. september 2003 |                                     |          | 12 min 15 s | Mike Melvill  |
| 07G   | 17. oktober 2003   |                                     |          | 17 min 49 s | Mike Melvill  |
| 08G   | 14. november 2003  |                                     |          | 19 min 55 s | Peter Siebold |
| 09G   | 19. november 2003  |                                     |          | 12 min 25 s | Mike Melvill  |
| 10G   | 4. december 2003   |                                     |          | 13 min 14 s | Brian Binnie  |
| 11P   | 17. december 2003  | Mach 1,2                            | 20,7 km  | 18 min 10 s | Brian Binnie  |
| 12G   | 11. marec 2004     |                                     |          | 18 min 30 s | Peter Siebold |
| 13P   | 8. april 2004      | Mach 1,6                            | 32,0 km  | 16 min 27 s | Peter Siebold |
| 14P   | 13. maj 2004       | Mach 2,5                            | 64,3 km  | 20 min 44 s | Mike Melvill  |
| 15P   | 21. junij 2004     | Mach 2,9                            | 100,1 km | 24 min 05 s | Mike Melvill  |
| 16P   | 29. september 2004 | Mach 2,92                           | 102,9 km | 24 min 11 s | Mike Melvill  |
| 17P   | 4. oktober 2004    | Mach 3,09                           | 112,0 km | 23 min 56 s | Brian Binnie  |

* Največja hitrost označuje hitrost plinov na raketnem izpuhu in ne absolutno hitrost.